# Сини анархії (сезон 2)
Прем'єра другого сезону американського серіалу «Синів анархії» відбулася 8 вересня 2009 року, а завершився сезон 1 грудня 2009 року. За цей час було показано 13 епізодів, які виходили на кабельному каналі FX. Серіал був створений Куртом Саттером. У серіалі розповідається про мотоклуб з вигаданого міста Чармінг, який розташований в Каліфорнії. Серіал зосереджений на головному герої Джексоні «Джекс» Теллері (Чарлі Ганнем), який являється віце-президентом клубу.

## Акторський склад

### Головна роль
- Чарлі Ганнем у ролі Джексона «Джекса» Теллера
- Кеті Сагал у ролі Джемми Теллер Морроу
- Марк Бун молодший у ролі Роберта «Боббі Елвіса» Мансона
- Кім Коутс у ролі Олександра «Тіга» Трейджера
- Томмі Фленаган у ролі Філіпа «Пира» Телфорда
- Райан Херст у ролі Гаррі «Опі» Вінстона
- Вільям Лакінг у ролі П'єрмонта «Піні» Вінстона
- Джонні Льюїс у ролі Кіпа «Омлета» Еппса
- Тео Росі в ролі Хуана-Карлоса «Спритний» Ортіс
- Меґі Сіфф у ролі лікаря Тари Ноулз
- Рон Перлман у ролі Кларенса «Клея» Морроу

### Спеціальний акторський склад
- Адам Аркін в ролі Ітана Зобелі
- Еллі Вокер у ролі агента Джуна Шталя
- Том Еверетт Скотт у ролі Розен

### Другорядні ролі
- Дейтон Келлі в ролі шерифа Уейна Унзера
- Генрі Роллінз в ролі Ея Джея Вестона
- Тейлор Шерідан у ролі заступника шерифа Девід Хейл
- Вінтер Аве Золі в ролі Лайли Дворжак
- Каллард Гарріс в ролі Едмонда Хейса
- Джеймі МакШейн у ролі Кемерона Хейса
- Сара Джонс у ролі Поллі Зобель
- Джулі Аріола в ролі Мері Вінстон
- Мітч Піледжі в ролі Ернеста Дарбі
- МакНеллі Сагел в ролі Маргарет Мерфі
- Маркос де ла Крус у ролі Естевеса
- Крістен Рентон у ролі Іма Тите
- Курт Саттер у ролі Отто Делані
- Еміліо Рівера в ролі Маркуса Альвареса
- Торі Кіттлз у ролі Лароя Уейна
- Белліна Логан у ролі Фіони Ларкін
- Майкл Марісі Орнстайн у ролі Чака Марштейна
- Патрік Ст. Еспріт в ролі Елліотта Освальда
- Дендрі Тейлор у ролі Луани Делані
- Тит Веллівер у ролі Джиммі О'Фелана
- Кеннет Чой у ролі Генрі Ліна
- Джефф Кобер у ролі Джейкоба Хейла-молодшого
- Гленн Пламмер в ролі шерифа Віка Траммеля

### Гості
- Том Арнольд у ролі Джорджа Карузо
- Кліо Кінг у ролі Ніти
- Олівія Бернетт як бездомна жінка
- Кенні Джонсон у ролі Германа Козіка

## Відгуки
Другий сезон отримав позитивні відгуки, кількість яких збільшилась у порівнянні з першим сезоном. На Rotten Tomatoes другий сезон має рейтинг 93 % на основі 15 відгуках, із середнім рейтингом 8,7/10. На Metacritic другий сезон має оцінку 86 зі 100, базуючись на відгуках 6 критиків.
IGN дала другому сезону рейтинг 8,4/10 похваливши актора Генрі Роллінза.

## Епізоди
| Загальний № | № серії в сезоні | Назва           | Режисер              | Сценарист                                           | Дата прем'єри     | Код серії | Глядачів (у мільйонах) |
| --- | ---------------- | --------------- | -------------------- | --------------------------------------------------- | ----------------- | --------- | ---------------------- |
| 14 | 1                | «Albification»  | Гай Ферленд          | Курт Саттер                                         | 8 вересня 2009    | 2WAB01    | 4.29                   |
| Клей укладає нову угоду з ІРА. Тим часом білі сепаратисти приїжджають до Чармінгу, і починають погрожувати SAMCRO. Один з членів банди викрадає Джемму, і ґвалтує її. Цим самим банда хотіла передати послання SAMCRO, щоб вони перестали продавати зброю небілим бандам, але Джемма вирішує нічого не розповідати Синам. |                  |                 |                      |                                                     |                   |           |                        |
| 15 | 2                | «Small Tears»   | Стівен Кей           | Джек ЛоГіудіс                                       | 15 вересня 2009   | 2WAB02    | 3.71                   |
| Шериф Уейн Унсер знаходить Джемму на складі. Джемма викликає Тару до себе додому, щоб та надала їй медичну допомогу. Унсер розбиває машину Джемми, щоб здавалось ніби вона потрапила в аварію. На порностудії Луанн Делані проводяться рейди з боку АТФ за вказівкою агента Шталя. Продюсер Джорджі Карузо починає красти молоді таланти Луанн, і після того, як Джекс з іншими Синами кажуть Карузо відступити дівчат, він б'є одну з них тим самим відправляючи її до лікарні. Джекс має ідею як допомогти Луанн, він запропоновує їй склад клубу як місце для нової студії, і за це SAMCRO буде отримувати половину прибутку. Майянці та "Нінерси" приїжджають до SAMCRO. Ей Джей Вестон сховавшись фотографує зустріч SAMCRO з "Нінерсами". Зобель повідомляє Майянців про продаж зброї, і Майянці роблять засідку на Синів. Під час засідки підстрелили Боббі. Клей звинувачує Джекса в травмі Боббі, і попереджає Джекса, щоб він не приймав рішень, не порадившись з ним. |                  |                 |                      |                                                     |                   |           |                        |
| 16 | 3                | «Fix»           | Гвінет Хардер-Пейтон | Дейв Еріксон                                        | 22 вересня 2009   | 2WAB03    | 3.49                   |
| До Джекса телефонує Луанн, яка засмучена тим, що Клей направив Боббі керувати її бухгалтерією без попереднього повідомлення. Боббі дізнається, що Луанн роками недоплачує клубу, і вона змушена переспати з ним, щоб він не розповів про це. Зобель і Джекс намагаються направити заступника шерифа Хейла одне на одного. Опі та Омлет виявляють, що скандинавці продають метамфетамін в Чармінгу, і дізнаються в одного з дилерів звідки береться наркотик. |                  |                 |                      |                                                     |                   |           |                        |
| 17 | 4                | «Eureka»        | Гай Ферленд          | Курт Саттер і Бретт Конрад                          | 29 вересня 2009   | 2WAB04    | 3.76                   |
| Джемма отримує пакет із маскою, яка належала одному з її ґвалтівників. Під час зустрічі із Зобелем та його бандо вона впізнає ґвалтівника ним виявився Джей Вестон. Джемма йде за Вестоном, щоб вистрілити в нього, але чує його розмову по телефону з сином. SAMCRO їдуть до Орегону на благодійну акцію крові, і забрати зброю у Камерона Хейса. Під час поїздки у Боббі ламається байк, і він врізається в Тіга. Тіга доставляють до лікарні, і після того, як медсестра проводить попередню перевірку, його викрадають мисливці за головами за непогашений ордер. Тіг підбурює мисливців за головами, щоб вони напали на нього, відводять його в мотель. Джекс з Клеєм сперечаються, коли рятувати Тіга, щоб їх не побачили. Джекс збирає кількох чоловіків, щоб вони негайно поїхали рятувати Тіга. Піні врізається вантажівкою в стіну мотелю, щоб витягти Тіга. |                  |                 |                      |                                                     |                   |           |                        |
| 18 | 5                | «Smite»         | Терренс О'Хара       | Кріс Коллінз                                        | 6 жовтня 2009     | 2WAB05    | 3.66                   |
| Клей з хлопцями приходять до магазину сигарет Зобеля, щоб вимагати грошей за його захист. У відповідь на це Зобель каже арійському братству напасти на Отто Делейні, який перебуває у в'язниці в Стоктоні. Уестон передає Девіду Хейлу DVD на якому є відеозапис, як Хейл приймає подарунковий сертифікат від Ернеста Дарбі в магазині сигарет, та відео, як Опі знищив їхнє майно. Хейл і Унсер сваряться про свої зв'язки з Зобелем та Синами. Брат Хейла Джейкоб має державні зв'язки завдяки яким він погрожує конфіскувати нерухомість Елліотта Освальда. Хейл погоджується з планом свого брата, і повідомляє Синів про це. За межами магазину Джемма впізнає жінку, яка її викрала, і намагається переслідувати її, але її забирає Вестон. Коли Пир намагається завести фургон він вибухає. |                  |                 |                      |                                                     |                   |           |                        |
| 19 | 6                | «Falx Cerebri»  | Біллі Гірхарт        | Регіна Коррадо                                      | 13 жовтня 2009    | 2WAB06    | 3.31                   |
| 20 | 7                | «Gilead»        | Гвінет Хардер-Пейтон | Курт Саттер і Кріс Коллінз                          | 20 жовтня 2009    | 2WAB07    | 3.70                   |
| 21 | 8                | «Potlatch»      | Пол Майбаум          | Курт Саттер і Міша Грін                             | 27 жовтня 2009    | 2WAB08    | 3.39                   |
| 22 | 9                | «Fa Guan»       | Стівен Кей           | Бретт Конрад і Ліз Сагал                            | 3 листопада 2009  | 2WAB09    | 3.52                   |
| 23 | 10               | «Balm»          | Періс Барклай        | Дейв Еріксон і Стіві Лонг                           | 10 листопада 2009 | 2WAB10    | 3.38                   |
| 24 | 11               | «Service»       | Філ Абрагам          | Брейді Дал, Корі Учіда, Курт Саттер і Джек ЛоГіудіс | 17 листопада 2009 | 2WAB11    | 3.48                   |
| 25 | 12               | «The Culling»   | Гвінет Хардер-Пейтон | Курт Саттер і Дейв Еріксон                          | 24 листопада 2009 | 2WAB12    | 3.44                   |
| 26 | 13               | «Na Trioblóidí» | Курт Саттер          | Курт Саттер                                         | 1 грудня 2009     | 2WAB13    | 4.33                   |